# Вімблдонський турнір 2022
Вімблдонський турнір 2022 проходив з 27 червня по 10 липня 2022 року на кортах Всеанглійського клубу лаун-тенісу і крокету в передмісті Лондона Вімблдоні. Це був 135-й Вімблдонський чемпіонат, а також третій турнір Grand Slam з початку року. Турнір входить до програм ATP та WTA турів.
В індивідуальному розряді серед чоловіків та жінок титул захищав серб Новак Джокович та повинна була захищати австралійка Ешлі Барті, але вона закінчила кар'єру тенісистки в березні.

## Особливості турніру
Уперше частина матчів запланована на середню неділю, яка традиційно була днем відпочинку. Чотири рази в історії в середню неділю грали — такі випадки виникали у разі великої кількості пропущених через  непогоду матчів. Іншою особливістю буде чемпіонський тайбрейк — вирішальний гейм в п'ятому сеті при рахунку 6-6. Він буде розігруватися до десяти очок (з перевагою переможця принаймі в два очка). Раніше вирішальний тайбрейк грали до 7 очок при рахунку за геймами 12:12.

## Огляд подій та досягнень
В одиночному розряді серед чоловіків серб Новак Джокович виграв Вімблдон четвертий раз поспіль. Загалом для нього це 21-ий титул Гренд слем та сьома перемога на кортах Всеанглійського клубу. 
В одиночному жіночому розряді перемогла представниця Казахстану Олена Рибакіна. Для неї це перший мейджор.
У змаганні чоловічих пар звитяжив австралійський дует Меттью Ебден / Макс Перселл.  Для обох це перший чоловічий парний мейджор, однак у доробку Ебдена уже є перемога у міксті. 
У жіночому парному розряді виграли чешки Барбора Крейчикова та Катержина Сінякова. Цей дует виграв парний Вімблдон удруге. Крім того вони ще вигравали парні змагання на чемпіонаті Австралії, двічі на чемпіонаті Франції, Крейчикова має в доробку ще три перемоги в мейджорах у міксті, а також перемогу в чемпіонаті Франції в одиночному розряді. 
У міксті американо-британський дует Дезіре Кравчик / Ніл Скупскі захистив свій титул. Для Кравчик це вже четверта перемога у мейджорах, для Скупскі — друга.

## Результати фінальних матчів

### Дорослі
| Одиночний розряд. Джентльмени (Детальніше) |                             |                                         |
| Новак Джокович                             | Нік Киріос                  | 4–6, 6–3, 6–4, 7–6(7–3)                 |
|                                            |                             |                                         |
| Одиночний розряд. Леді (Детальніше)        |                             |                                         |
| Олена Рибакіна                             | Онс Жабер                   | 3–6, 6–2, 6–2                           |
|                                            |                             |                                         |
| Парний розряд. Джентльмени (Детальніше)    |                             |                                         |
| Меттью Ебден Макс Перселл                  | Нікола Мектич Мате Павич    | 7–6(7–5), 6–7(3–7), 4–6, 6–4, 7–6(10–2) |
|                                            |                             |                                         |
| Парний розряд. Леді (Детальніше)           |                             |                                         |
| Барбора Крейчикова Катержина Сінякова      | Елісе Мертенс Чжан Шуай     | 6–2, 6–4                                |
|                                            |                             |                                         |
| Мікст (Детальніше)                         |                             |                                         |
| Ніл Скупскі Дезіре Кравчик                 | Меттью Ебден Саманта Стосур | 6-4, 6-3                                |
|                                            |                             |                                         |

### Юніори
| Одиночний розряд. Хлопці          |                             |                    |
| Мілі Польїчак                     | Майкл Чжен                  | 7–6(7–2), 7–6(7–3) |
|                                   |                             |                    |
| Одиночний розряд. Дівчата         |                             |                    |
| Лів Говді                         | Лука Удварді                | 6–3, 6–4           |
|                                   |                             |                    |
| Парний розряд. Хлопці             |                             |                    |
| Себастіан Горзни Алекс Мікелсен   | Габрієль Дебрю Поль Іншоспе | 7–6(7–5), 6–3      |
|                                   |                             |                    |
| Парний розряд. Дівчата            |                             |                    |
| Роуз Марі Нейкамп Анджелла Окутої | Кейла Кросс Вікторія Мбоко  | 3–6, 6–4, [11–9]   |
|                                   |                             |                    |